# Elliptio judithae
Elliptio judithae är en musselart som beskrevs av Clarke 1986. Elliptio judithae ingår i släktet Elliptio och familjen målarmusslor. Inga underarter finns listade i Catalogue of Life.